# Ischnopteris conjungens
Ischnopteris conjungens är en fjärilsart som beskrevs av W. Warren 1905. Ischnopteris conjungens ingår i släktet Ischnopteris och familjen mätare. Inga underarter finns listade i Catalogue of Life.